# Wekslarz
Wekslarz – w średniowiecznej Polsce osoba zajmująca się wymianą pieniędzy podczas ówczesnych wielkich wydarzeń handlowych, jakimi były jarmarki.
W związku z dużą różnorodnością monet będących w obiegu, utrapieniem kupujących, jak i sprzedających był obrót pieniężny podczas dokonywania transakcji.
Przyczyn tego stanu rzeczy w Polsce średniowiecznej było kilka:
- duża liczba różnych nowych i starych jednostek pieniężnych w obiegu,
- zaniżanie wagi monet przez kolejnych władców,
- brak operacji wycofywania i wymiany pieniądza (np. ostatnia taka operacja wymiany pieniądza kruszcowego została przeprowadzona w Polsce w 1932 r. Wymieniono wówczas srebrne monety 2 zł – waga 10 g na 4,4 g, 5 zł – waga 18 g na 11 g, wycofano 1 zł w srebrze – waga 5 g, a wprowadzono niklowy, wprowadzono monetę srebrną 10 zł – waga 22 g.),
- niekontrolowany napływ pieniądza obcego innych władców,
- brak przymusu stosowania jednakowych jednostek pieniężnych i ich wagi w lennach i na ziemiach podległych władcy, ale o innym statusie prawnym,
- różnice w powiązaniach gospodarczych ziem z sąsiednimi krajami (np. handel księstw śląskich większy z Czechami lub Niemcami niż z Polską),
- duża liczba mennic i przywilejów menniczych dla książąt i lenników,
- brak zdecydowania we wprowadzaniu jednolitej normy dla mennic.

Wszystkie kwestie przeliczenia wartości monet i wymiany ich, oraz ustalenia, które z nich są pełnowartościowym środkiem płatniczym, a które nie (nagminne było obcinanie brzegów monet, co zaniżało ich wagę) spoczywało na wekslarzu. Jego warsztatem pracy była ława, na której ustawiał swoje sprzęty: wagę, odważniki, szkło powiększające, kamień jubilerski i chemiczne probierze (celem ustalenia próby kruszcu w monecie) oraz kładł monety poukładane wartością w woreczkach. Wekslarz czerpał zyski z wymiany i często pomawiano go niebezpodstawnie o oszustwo. To z kolei było sygnałem do zniszczenia jego warsztatu pracy, połamania znienawidzonej ławy (bancarotta – bankructwo) i rozkradzenia monet, co często czyniono, mimo że wekslarz korzystał z ochrony władcy lub rajców miejskich.
Taka była podstawowa rola wekslarza w Polsce średniowiecznej. W księstwach i republikach Italii wymieniał na gotówkę i przyjmował weksle do czasu powstania kantorów i banków.